# Pierre Nkurunziza
Pierre Nkurunziza (n. 18 decembrie 1964, Ngozi, IProvense ya Ngozi, Burundi – d. 8 iunie 2020, Karuzi, IProvense ya Karuzi, Burundi) a fost un politician din Burundi care a îndeplinit funcția de președinte al țării.

## Trecutul și cariera politică
Nkurunziza s-a născut în 1964 în Bujumbura, capitala statului Burundi. A urmat școala primară în provincia Ngozi liceul în Kitega, înaintea absolvirii Universității din Burundi în 1990. La universitate, s-a specializat în educație și sport.
Tatăl său, Eustache Ngabisha, a fost ales deputat în Parlamentul de Burundi în anul 1965 și mai târziu a devenit guvernator de două provincii înainte de a fi ucis în 1972, în timpul unei perioade de violență etnică. În aceasta perioada au murit alți 100.000 de burundieni.